# Tram van Freiburg im Breisgau
De tram van Freiburg im Breisgau is de ruggengraat van het openbaar vervoer van de Duitse stad Freiburg im Breisgau. Het metersporige net met een lengte van 42,6 kilometer wordt door Freiburger Verkehrs AG (VAG) geëxploiteerd. Vervoer ging in 1901 meteen met elektrische trams van start. Vanaf 1971 tot aan 1991 werden 25 trams van het Type Freiburg aangeschaft. Bijzonder hieraan is dat het de eerste trams waren met twee opgelegde bakken, daarbij waren het jarenlang de een na langste trams ter wereld.

## Netwerk
Het totale netwerk bestaat uit (in 2022) 6 tramlijnen. Daarvan zijn er 5 regulier, te weten 1-5. Daarnaast is er 'oldtimer' lijn 7. Centraal overstappunt is niet het station maar de halte met de naam Stadttheater.

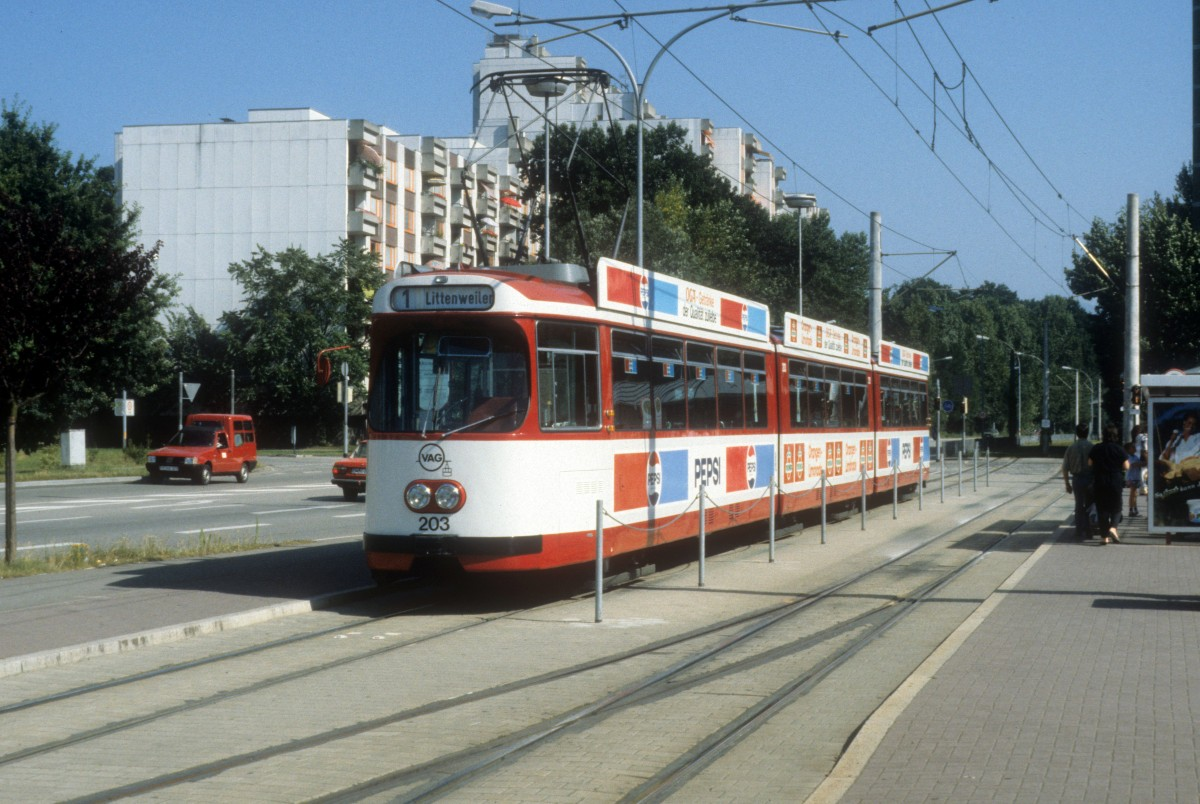
Type Freiburg tram.

## Materieel
In Freiburg im Breisgau is het gebruikelijk om voor elk nieuw tramtype de naam van de fabrikant te gebruiken. In 1971 en 1972 werden van Duewag 4 gelede trams van het Type Freiburg geleverd; het waren de eerste trams waren met twee opgelegde bakken. Aangezien deze zijn verkocht aan Łódź en daar tot aan 2015 zijn gesloopt, bestaan er geen exemplaren meer. Het onderstaande overzicht is van januari 2022.

### Huidig
- GT8K In 1981 en 1982 werden bij Duewag 10 extra trams besteld. Ze zijn grotendeels gelijk aan het Type Freiburg maar zijn 12 cm breder en herkenbaar aan de dubbele vierkante koplampen. Aangezien de meeste zijn verkocht of gesloopt, staan er nog 4 als reserve.
- GT8N In 1990 en 1991 werden bij Duewag 11 extra trams besteld. Ze zijn grotendeels gelijk aan het Type Freiburg-GT8K maar hebben een deels lagevloermiddenbak. Ze zijn op de 223 nog allemaal beschikbaar.
- GTZ In 1993 en 1994 werden bij Duewag 26 extra trams van een nieuw type besteld. Ze hebben opgelegde wagenbakken zoals het Type Freiburg maar hebben een lagevloerdeel in elk van de 3 wagenbakken. Ze zijn nog allemaal beschikbaar.
- Combino-basic In 1999 en 2000 werden van Siemens 9 lagevloertrams van het type Combino geleverd. Ze zijn op de 279 nog allemaal inzetbaar.
- Combino-advanced In 2004 en 2006 werden van Siemens 11 lagevloertrams van het type Combino geleverd. Ze zijn op de 284 nog allemaal inzetbaar.
- Urbos Tussen 2015 en 2021 werden van CAF 17 lagevloertrams van het type Urbino geleverd. Ze zijn allemaal inzetbaar.

### Historisch
- In de historische collectie bevinden zich enkele motorwagens: tweeassers gebouwd tussen 1901 en 1951, een vierasser uit 1927 en verschillende gelede vierassers, waarvan de meesten van het Type Esslingen GT4 (van de tram van Stuttgart).[1]